# Народно-демократична република Етиопия
Народно-демократична република Етиопия (на амхарски: የኢትዮጵያ ሕዝባዊ ዲሞክራሲያዊ ሪፐብሊክ) е официалното название на Етиопия в периода 1987 – 1991 г.

## История
Възниква след приемането на нова конституция и разпускането на управляващия Временен военно-административен съвет (ВВАС, известен като Дерг). Бившите ръководители на Дерг остават в ръководните структури, но с други функции. Народното събрание избира председателя на ВВАС Менгисту Хайле Мариам за първи президент. Фикри Селасие, който преди това е бил заместник-председател на Дерг, става министър-председател на републиката.
В края на 1980 г. вследствие на влошаващото се финансово състояние и драстичните политически промени в СССР и съюзните му социалистически страни рязко се променя тяхната политика към просоциалистическа Етиопия и фактически спира финансирането им за режима в Адис Абеба.
Правителството на Етиопия не е в състояние ефективно да удържи властта. Избухват бунтове, през 1991 г. етиопската армия капитулира пред бунтовниците-сепаратисти в Асмара и до 24 май цялата им област Еритрея е в техни ръце.
Кризата с Еритрея спомага за свалянето на правителството в Етиопия същата година. Новото етиопско правителство отстъпва пред искането на еритрейците за референдум за независимост, който е спечелен с голямо мнозинство в полза на новата държава Еритрея, отцепила се от Етиопия и лишила я от излаз на море.
| Портал | Портал „Африка“ съдържа още много статии, свързани с Африка. Можете да се включите към Уикипроект „Африка“. |